# Knut Wolf (Manager)
Knut Wolf ist ein deutscher Manager und ehemaliger Vorstand der Medion AG.

## Leben
Knut Wolf studierte Mathematik in Bonn und wurde 1992 mit der Arbeit "Effiziente Algorithmen zur Lösung linearer Differentialgleichungssysteme und zur Faktorisierung linearer Differentialoperatoren über liouvilleschen Körpern" bei Fritz Krückeberg promoviert.
Knut Wolf war von 2003 bis 2009 im Vorstand der Medion AG. Er betreute in den vergangenen Jahren in seiner Funktion als Geschäftsführer der TRECON Managementberatung zahlreiche Mandanten, darunter auch Maxdata und den Medion-Vorstand. 
Vor seiner Tätigkeit bei TRECON war er sieben Jahre für das internationale Beratungsunternehmen Gemini Consulting/Cap Gemini tätig, zuletzt als Vice President für das Informationsmanagement in Zentraleuropa.